# Сказ о матери (фильм)
«Сказ о матери» — советский фильм режиссёра А. Карпова, вышедший на экраны в 1963 году. Считается одной из самых лучших работ казахстанского кинематографа.

## Сюжет

Амина Умурзакова в фильме «Сказ о матери»

Фильм повествует историю матери, потерявшей сына на войне. Действия разворачиваются во время Великой Отечественной войны. Мать безграмотна, не умеет ни читать, ни писать, но поскольку единственной возможностью быть в курсе событий является ожидание и чтение писем с фронта, она сама изучает грамоту и становится почтальоном. Не раз ей приходится приносить в другие семьи трагические известия, и она берет на себя ношу сострадания матерям, понимая их горе и пытаясь его облегчить.

## Награды
Фильм получил Государственную премию КазССР. Исполнившая главную роль Амина Умурзакова — премию за лучшую женскую роль на Первом Всесоюзном кинофестивале и Почетный диплом на Международном кинофестивале в Карловых Варах в 1964 году, Государственную премию КазССР имени К. Байсеитовой в 1967-м.

## Актёрский состав
Амина Умурзакова
Муратбек Амержанов
Серке Кожамкулов
Бикен Римова
Канабек Байсеитов

## Съёмочная группа
- Режиссёр: Александр Карпов
- Сценаристы: Александр Сацкий, Жумабай Ташенов
- Оператор: Асхат Ашрапов
- Композитор Анатолий Бычков